# 19-та група ССО армії США
19-та група сил спеціальних операцій армії США (англ. 19th Special Forces Group (United States) — військове формування, одна з двох груп сил спеціальних операцій армії США, що входить до складу Національної гвардії, призначена для виконання завдань спеціальних та загальновійськових операцій, ведення партизанської війни.
19-та група сил спеціальних операцій багатоцільове формування спеціальних військ, яке має своєю зоною відповідальності Південно-Східну Азію. Штаб-квартира групи та штабна і забезпечення роти разом з часткою елементів 1-го батальйону 19-ї групи розташовані у Дрейпері, в штаті Юта та організаційно входять до Національної гвардії штату. Решта підрозділів групи розкидані на величезній території США у 8 штатах: Юта, Вашингтон, Західна Вірджинія, Огайо, Род-Айленд, Колорадо, Каліфорнія та Техас, які організаційно входять до складу підрозділів Національної гвардії цих штатів.

## Призначення
На 19-ту групу сил спеціальних операцій сухопутних військ покладаються два основних завдання притаманних підрозділам спеціального призначення:
- підготовка особового складу для військових формувань спеціальних операцій у разі мобілізації федерального рівня та
- підтримка урядів штатів або місцевої влади в разі природних або техногенних катастроф.

## Історія
19-та група сил спеціальних операцій (повітрянодесантна) спочатку заснована 15 квітня 1960 року, як штаб 19-ї групи спеціальних сил, 1-ї групи ССО. Через рік, 1 травня 1961 року була сформована повноцінна частина, що увійшла до складу армійського компоненту Національної гвардії.
Під час вторгнення до Іраку, ротна група від 19-ї групи ССО входила в оперативну групу «Дагер» (TF Dagger) разом з декількома іншими регулярними та резервними армійськими компонентами Національної гвардії та виконувала завдання із забезпечення безпеки передовим базам розгортання сил.